# Даямі Санчес
Даямі Санчес Савон (ісп. Dayami Sanchez Savon; нар. 14 березня 1994) — кубинська волейболістка. Гравець національної збірної.

## Із біографії
У складі національної команди Куби виступала на чемпіонаті світу 2014, молодіжному чемпіонаті світу 2015 і трьох розіграшах Світового гран-прі (2014, 2015, 2016).

## Клуби
| Роки      | Команди                             |
| --------- | ----------------------------------- |
| 2010—2015 | «Сентралес»                         |
| 2015—2017 | «Сіюдад» (Гавана)                   |
| 2017—2018 | «Рошевіль» (Ле-Канне)               |
| 2019—2020 | УТЕ (Будапешт)                      |
| 2019—2020 | «Gimcheon Korea Expressway Hi-Pass» |
| 2020—2021 | «Прометей» (Кам'янське)             |
| 2021—2022 | «Безьє»                             |
| 2022—2023 | «Гайдельберг» (Лас-Пальмас)         |
| 2023—2024 | УТЕ (Будапешт)                      |
| 2023—2024 | «Тирговіште»                        |
| 2024—     | «Кунео»                             |

## Статистика
Статистика виступів в єврокубках:
| Сезон   | Клуб                  | Турнір         | Ігри | Сети | Очки | Ср.  | Примітки |
| ------- | --------------------- | -------------- | ---- | ---- | ---- | ---- | -------- |
| 2017/18 | «Рошевіль» (Ле-Канне) | Ліга чемпіонів | 2    | 8    | 22   | 2,75 |          |
|         | «Рошевіль» (Ле-Канне) | Кубок ЄКВ      | 2    | 5    | 9    | 1,8  |          |
| 2019/20 | УТЕ (Будапешт)        | Кубок виклику  | 2    | 8    | 33   | 4,12 |          |
| 2020/21 | «Прометей»            | Ліга чемпіонів | 2    | 5    | 11   | 2,2  |          |
|         | «Прометей»            | Кубок ЄКВ      | 1    | 3    | 7    | 2,33 |          |
| 2021/22 | «Безьє»               | Ліга чемпіонів | 0    | 0    | 0    | 0    |          |